# Del Latta
Delbert Leroy Latta, detto Del (Weston, 5 marzo 1920 – Bowling Green, 12 maggio 2016), è stato un politico statunitense, membro della Camera dei Rappresentanti per lo stato dell'Ohio dal 1959 al 1989.

## Biografia
Nato e cresciuto in Ohio, dopo il servizio militare Latta entrò in politica con il Partito Repubblicano e per alcuni anni servì all'interno della legislatura statale dell'Ohio, fino a quando nel 1959 venne eletto alla Camera dei Rappresentanti.
Latta fu riconfermato dagli elettori per i successivi trent'anni, finché non si ritirò nel 1989. Come suo successore appoggiò il figlio Bob, il quale però perse le primarie per soli ventisette voti contro Paul Gillmor, che venne eletto. Diciotto anni dopo Gillmor morì improvvisamente e Bob Latta decise di ricandidarsi per il seggio che era stato di suo padre, riuscendo a farsi eleggere.